# Lijst van Nederlandse deelnemers aan de Olympische Zomerspelen van 1912
Dit is een lijst van Nederlandse deelnemers aan de Zomerspelen van 1912 in Stockholm.
| Olympiër                      | Sport                     | Onderdeel                                                                  | Ervaring  |
| ----------------------------- | ------------------------- | -------------------------------------------------------------------------- | --------- |
| Jan de Beaufort               | schermen                  | degen individueel                                                          | 2e Spelen |
| Willem Hubert van Blijenburgh | schermen                  | degen team degen individueel                                               | 2e Spelen |
| Otto Blom                     | tennis                    | enkelspel                                                                  | debutant  |
| Barend Bonneveld              | worstelen Grieks-Romeins  | zwaargewicht (boven 82,5 kg)                                               | debutant  |
| Piet Bouman                   | voetbal                   | team                                                                       | debutant  |
| Joop Boutmy                   | voetbal                   | team                                                                       | debutant  |
| Nico Bouvij                   | voetbal                   | team                                                                       | debutant  |
| Jan van Breda Kolff           | voetbal                   | team                                                                       | debutant  |
| Cees ten Cate                 | voetbal                   | team                                                                       | debutant  |
| Jetze Doorman                 | moderne vijfkamp schermen | individueel (moderne vijfkamp) degen team (schermen) sabel team (schermen) | 2e Spelen |
| Bert Eillebrecht              | worstelen Grieks-Romeins  | lichtgewicht tot 67,5 kg                                                   | debutant  |
| Constant Feith                | voetbal                   | team                                                                       | debutant  |
| Gé Fortgens                   | voetbal                   | team                                                                       | debutant  |
| Jacob van Geuns               | schermen                  | degen individueel                                                          | debutant  |
| Jan Grijseels sr.             | atletiek                  | 100 meter 200 meter                                                        | debutant  |
| Huug de Groot                 | voetbal                   | team                                                                       | debutant  |
| Just Göbel                    | voetbal                   | team                                                                       | debutant  |
| Hendrik de Iongh              | schermen                  | degen individueel sabel individueel                                        | debutant  |
| Arie de Jong                  | schermen                  | degen individueel degen team sabel team floret individueel                 | 2e Spelen |
| Emile Jurgens                 | schieten                  | kleiduiven individueel                                                     | debutant  |
| Johannes Kolling              | schermen                  | sabel individueel                                                          | debutant  |
| Bok de Korver                 | voetbal                   | team                                                                       | 2e Spelen |
| Dirk Lotsij                   | voetbal                   | team                                                                       | debutant  |
| Willem Molijn                 | schermen                  | degen individueel                                                          | debutant  |
| Leo Nardus                    | schermen                  | degen team                                                                 | debutant  |
| Albertus Perk                 | schermen                  | degen individueel                                                          | debutant  |
| George van Rossem             | schermen                  | degen individueel sabel team                                               | 2e Spelen |
| Dirk Scalongne                | schermen                  | sabel team                                                                 | debutant  |
| Jan Sint                      | worstelen Grieks-Romeins  | middengewicht A (< 75 kg)                                                  | debutant  |
| Jan van der Sluis             | voetbal                   | team                                                                       | debutant  |
| Jan Vos                       | voetbal                   | team                                                                       | debutant  |
| David Wijnveldt               | voetbal                   | team                                                                       | debutant  |
| Nico de Wolf                  | voetbal                   | team                                                                       | debutant  |